# Ершипосинское сельское поселение
Ершипо́синское се́льское поселе́ние (чув. Ершепуҫ ял тӑрӑхӗ) — муниципальное образование в Вурнарском районе Чувашии Российской Федерации.
Административный центр — деревня Ершипоси. На "столистовой карте" Российской империи 1801-1816 гг.,  а также специальной карте Западной части России Шуберта 1826-1840 гг. фигурирует под названием "Байсубаково", на почвенной карте Казанской губернии 1893 г. - "Воскресенское". На карте Ядринского уезда 1913 г.  и позднее - "Ерши-пось".

## История
Статус и границы сельского поселения установлены Законом Чувашской Республики от 24 ноября 2004 года № 37 «Об установлении границ муниципальных образований Чувашской Республики и наделении их статусом городского, сельского поселения, муниципального района и городского округа».

## Население
| 2010  | 2012  | 2013  | 2014  | 2015  | 2016  | 2017  |
| ----- | ----- | ----- | ----- | ----- | ----- | ----- |
| 1708  | ↘1685 | ↘1656 | ↘1654 | ↘1612 | ↘1588 | ↘1548 |
| 2018  | 2019  | 2020  | 2021  |       |       |       |
| ↘1539 | ↘1489 | ↘1443 | ↘1419 |       |       |       |

## Состав сельского поселения
| № | Населённый пункт | Тип населённого пункта          | Население |
| - | ---------------- | ------------------------------- | --------- |
| 1 | Авруй            | деревня                         | →5        |
| 2 | Ершипоси         | деревня, административный центр | ↗574      |
| 3 | Кошлоуши         | село                            | ↗112      |
| 4 | Кюстюмеры        | деревня                         | ↘524      |
| 5 | Одиково          | деревня                         | ↘384      |
| 6 | Хора-Сирма       | деревня                         | ↘146      |